# مارتین جانسون (نوازنده)
مارتین جانسون (انگلیسی: Martin Johnson؛ زادهٔ ۹ سپتامبر ۱۹۸۵) یک موسیقی‌دان اهل ایالات متحده آمریکا است.